# Hellimer
Hellimer – miejscowość i gmina we Francji, w regionie Grand Est, w departamencie Mozela.
Według danych na rok 1999 gminę zamieszkiwało 486 osób, a gęstość zaludnienia wynosiła 46 osób/km² (wśród 2335 gmin Lotaryngii Hellimer plasuje się na 569. miejscu pod względem liczby ludności, natomiast pod względem powierzchni na miejscu 581.).